# Хайнрих II фон Шауенбург
Хайнрих II фон Шауенбург (на немски: Heinrich II von Schauenburg „Nobilis“; † сл. 1315) е благородник от фамилията Шауенбург. Oт ок. 1480 г. името Шауенбург става Шаумбург.
Той е син на Бертолд II фон Шауенбург (* ок. 1265; † сл. 1289). Внук е на Хайнрих I фон Шауенбург (* ок. 1242; † сл. 1268). Правнук е на Бертолд I фон Шауенбург (* ок. 1205; † сл. 1281) и съпругата му фон Гунделфинген (* ок. 1218).

## Фамилия
Хайнрих II фон Шауенбург се жени пр. 11 февруари 1314 г. за Маргарета фон Бебенбург, дъщеря на Маргарета фон Нортенберг. Те имат една дъщеря:
- Елизабет фон Шауенбург († сл. 1374), омъжена за Еберхард I фон Хиршхорн († 1361)